# Israel Adesanya
Israel Mobolaji Temitayo Odunayo Oluwafemi Owolabi Adesanya (Lagos, 22 luglio 1989) è un artista marziale misto, kickboxer ed ex pugile nigeriano naturalizzato neozelandese.
Combatte nella divisione dei pesi medi per la promozione statunitense UFC, nella quale è stato due volte campione di categoria.

## Stile di combattimento
Adesanya è uno specialista del combattimento in piedi, grazie al suo background nella kickboxing, nell'International Taekwondo Federation e nel pugilato: dotato di una postura molto sciolta e rilassata, è abile nel colpire dalla lunga distanza con attacchi rapidi e violenti. Pur non essendo avvezzo nelle fasi a terra, ha una ottima difesa dai takedown, potendo vantare una notevole forza fisica.

## Carriera nelle arti marziali miste

### UFC (2018-presente)

#### Primi incontri (2018-2019)
Dopo aver raggiunto un record di undici vittorie (tutte per KO tecnico) e nessuna sconfitta, nel dicembre del 2017 sigla un contratto con la UFC.
L'11 febbraio 2018 compie il suo debutto nell'ottagono all'evento UFC 221, con una vittoria per KO tecnico ai danni di Rob Wilkinson. Tale successo gli vale, tra l'altro, il suo primo riconoscimento Performance of the Night.
Torna in azione due mesi dopo, a UFC on Fox 29, battendo l'italiano Marvin Vettori per decisione non unanime.
Il 6 luglio batte Brad Tavares per decisione unanime vincendo il suo secondo premio Performance of the Night. Il 3 novembre batte l'esperto Derek Brunson per KO tecnico, ottenendo il terzo riconoscimento Perfomance of the Night.
Il 10 febbraio 2019 batte, sempre per decisione unanime, l'ex campione dei pesi medi Anderson Silva nell'incontro premiato come Fight of the Night.

#### Campione dei pesi medi (2019-2023)
Il 13 aprile affronta, nel co-main event di UFC 236, lo statunitense Kelvin Gastelum per il titolo ad interim dei pesi medi: il nigeriano vince per decisione unanime e l'incontro viene premiato come Fight of the Night.
Il 6 ottobre successivo, ad UFC 243, vince per KO tecnico contro Robert Whittaker, diventando così il nuovo campione di categoria. Adesanya viene inoltre premiato con il suo quarto Performance of the Night.
Tra marzo e settembre 2020 difende il titolo per ben due volte: la prima, ad UFC 248 contro Yoel Romero per decisione unanime, mentre la seconda per KO tecnico contro Paulo Costa ad UFC 253.
Il 6 marzo 2021 esce sconfitto (decisione unanime), per la prima volta in carriera, dal match contro Jan Błachowicz, valido per il titolo dei pesi mediomassimi. Adesanya non riesce così nell'intento di diventare campione in due categorie differenti.
Il 12 giugno, ad UFC 263, difende la cintura dei pesi medi dall'assalto dell'italiano Marvin Vettori.
Il 3 luglio 2022, ad UFC 276, difende la cintura dei pesi medi dallo statunitense Jared Cannonier.
Il 12 novembre a New York perde il titolo contro il fighter brasiliano Alex Pereira subendo un TKO e lo riconquista l'8 aprile 2023.

#### Perdita del titolo
Il 10 settembre, ad UFC 293, perde nuovamente il titolo contro il fighter americano Sean Strickland per decisione unanime.
Il 18 agosto 2024, sfida il campione dei pesi medi Dricus Du Plessis per la cintura ad UFC 305, uscendone sconfitto per sottomissione nel 4 round.

## Risultati nelle arti marziali miste
| Risultato | Record | Avversario          | Metodo                           | Evento                                  | Data              | Round | Tempo | Città                                | Note                                                                   |
| --------- | ------ | ------------------- | -------------------------------- | --------------------------------------- | ----------------- | ----- | ----- | ------------------------------------ | ---------------------------------------------------------------------- |
| Sconfitta | 24-5   | Nassourdine Imavov  | KO (pugni)                       | UFC Fight Night: Adesanya vs. Imavov    | 1 febbraio 2025   | 2     | 0:30  | Riyadh, Arabia Saudita               |                                                                        |
| Sconfitta | 24-4   | Dricus Du Plessis   | Sottomissione (face crank)       | UFC 305                                 | 18 Agosto 2024    | 4     | 3:38  | Perth, Australia                     | Per il titolo dei pesi medi UFC                                        |
| Sconfitta | 24-3   | Sean Strickland     | Decisione (unanime)              | UFC 293                                 | 10 settembre 2023 | 5     | 5:00  | Sydney, Australia                    | Perde il titolo dei pesi medi UFC                                      |
| Vittoria  | 24-2   | Alex Pereira        | KO (pugni)                       | UFC 287: Pereira vs. Adesanya 2         | 8 aprile 2023     | 2     | 4:21  | Miami, Stati Uniti                   | Vince il titolo dei pesi medi UFC. Performance of the Night.           |
| Sconfitta | 23-2   | Alex Pereira        | KO tecnico (pugni)               | UFC 281: Adesanya vs. Pereira           | 12 novembre 2022  | 5     | 2:01  | New York, Stati Uniti                | Perde il titolo dei pesi medi UFC.                                     |
| Vittoria  | 23-1   | Jared Cannonier     | Decisione (unanime)              | UFC 276                                 | 3 luglio 2022     | 5     | 5:00  | Las Vegas, Stati Uniti               | Difende il titolo dei pesi medi UFC.                                   |
| Vittoria  | 22-1   | Robert Whittaker    | Decisione (unanime)              | UFC 271: Adesanya vs. Whittaker 2       | 12 febbraio 2022  | 5     | 5:00  | Houston, Texas                       | Difende il titolo dei pesi medi UFC.                                   |
| Vittoria  | 21-1   | Marvin Vettori      | Decisione (unanime)              | UFC 263: Adesanya vs Vettori 2          | 12 giugno 2021    | 5     | 5:00  | Glendale, Stati Uniti                | Difende il titolo dei pesi medi UFC.                                   |
| Sconfitta | 20-1   | Jan Błachowicz      | Decisione (unanime)              | UFC 259: Błachowicz vs. Adesanya        | 6 marzo 2021      | 5     | 5:00  | Las Vegas, Nevada, Stati Uniti       | Per il titolo dei pesi mediomassimi UFC.                               |
| Vittoria  | 20-0   | Paulo Costa         | KO tecnico (pugni)               | UFC 253: Adesanya vs. Costa             | 27 settembre 2020 | 2     | 3:59  | Yas Island, Abu Dhabi, Emirati Arabi | Difende il titolo dei pesi medi UFC. Performance of the Night.         |
| Vittoria  | 19-0   | Yoel Romero         | Decisione (unanime)              | UFC 248: Adesanya vs. Romero            | 7 marzo 2020      | 5     | 5:00  | Las Vegas, Stati Uniti               | Difende il titolo dei pesi medi UFC.                                   |
| Vittoria  | 18-0   | Robert Whittaker    | KO (pugni)                       | UFC 243: Whittaker vs. Adesanya         | 6 ottobre 2019    | 2     | 3:33  | Melbourne, Australia                 | Vince e unifica il titolo dei pesi medi UFC. Performance of the Night. |
| Vittoria  | 17-0   | Kelvin Gastelum     | Decisione (unanime)              | UFC 236: Holloway vs. Poirier 2         | 13 aprile 2019    | 5     | 5:00  | Atlanta, Stati Uniti                 | Vince il titolo dei pesi medi UFC ad interim. Fight of the Night.      |
| Vittoria  | 16-0   | Anderson Silva      | Decisione (unanime)              | UFC 234: Adesanya vs. Silva             | 10 febbraio 2019  | 3     | 5:00  | Rod Laver Arena, Melbourne           | Fight of the Night.                                                    |
| Vittoria  | 15-0   | Derek Brunson       | KO tecnico (ginocchiata e pugni) | UFC 230: Cormier vs. Lewis              | 3 novembre 2018   | 1     | 4:51  | New York, Stati Uniti                | Performance of the Night.                                              |
| Vittoria  | 14-0   | Brad Tavares        | Decisione (unanime)              | The Ultimate Fighter: Undefeated Finale | 6 luglio 2018     | 5     | 5:00  | Las Vegas, Stati Uniti               | Performance of the Night.                                              |
| Vittoria  | 13-0   | Marvin Vettori      | Decisione (non unanime)          | UFC on Fox: Poirier vs. Gaethje         | 14 aprile 2018    | 3     | 5:00  | Glendale, Stati Uniti                |                                                                        |
| Vittoria  | 12-0   | Rob Wilkinson       | KO tecnico (ginocchiate e pugni) | UFC 221                                 | 11 febbraio 2018  | 2     | 3:37  | Perth, Australia                     | Debutto in UFC. Performance of the Night.                              |
| Vittoria  | 11-0   | Stuart Dare         | KO (calcio alla testa)           | Hex Fighting Series 12                  | 24 novembre 2017  | 1     | 4:53  | Melbourne, Australia                 | Vince il titolo dei pesi medi HFS.                                     |
| Vittoria  | 10-0   | Melvin Guillard     | KO tecnico (pugni)               | Australia Fighting Championship 20      | 28 luglio 2017    | 1     | 4:49  | Melbourne, Australia                 | Vince il titolo dei pesi medi AFC.                                     |
| Vittoria  | 9-0    | Murad Kuramagomedov | KO tecnico (pugni)               | Wu Lin Feng: E.P.I.C. 4                 | 28 maggio 2016    | 2     | 1:05  | Henan, Cina                          |                                                                        |
| Vittoria  | 8-0    | Andrew Flores Smith | KO tecnico (stop dall'angolo)    | Glory of Heroes 2                       | 7 maggio 2016     | 1     | 5:00  | Shenzhen, Cina                       |                                                                        |
| Vittoria  | 7-0    | Dibir Zagirov       | KO tecnico (pugni)               | Wu Lin Feng: E.P.I.C. 2                 | 13 marzo 2016     | 2     | 2:23  | Henan, Cina                          |                                                                        |
| Vittoria  | 6-0    | Vladimir Katychin   | KO tecnico (stop medico)         | Wu Lin Feng: E.P.I.C. 1                 | 13 gennaio 2016   | 2     | N/A   | Henan, Cina                          |                                                                        |
| Vittoria  | 5-0    | Gele Quing          | KO tecnico (gomitate)            | Wu Lin Feng 2015: New Zealand vs. China | 5 settembre 2015  | 2     | 3:37  | Auckland, Nuova Zelanda              |                                                                        |
| Vittoria  | 4-0    | Maui Tuigamala      | KO tecnico (calcio al corpo)     | Fair Pay Fighting 1                     | 5 settembre 2015  | 2     | 1:25  | Auckland, Nuova Zelanda              |                                                                        |
| Vittoria  | 3-0    | Kenan Song          | KO tecnico (pugni)               | The Legend of Emei 3                    | 8 agosto 2015     | 1     | 1:59  | Shahe, Cina                          | Incontro catchweight (187 libbre).                                     |
| Vittoria  | 2-0    | John Vake           | KO tecnico (pugni)               | Shuriken MMA: Best of the Best          | 15 giugno 2013    | 1     | 4:42  | Auckland, Nuova Zelanda              |                                                                        |
| Vittoria  | 1-0    | James Griffiths     | KO tecnico (pugni)               | Supremacy Fighting Championship 9       | 24 marzo 2012     | 1     | 2:09  | Auckland, Nuova Zelanda              |                                                                        |